# 平和放送
カトリック平和放送（カトリックへいわほうそう）は大韓民国のカトリック系宗教放送局である。
1990年、ソウル特別市でカトリック番組を専門に扱う放送局として産声を上げた。開局当初はソウル市とその周辺地域のみがサービスエリアだったが、現在は光州広域市、釜山広域市、大邱広域市、浦項市、安東市、麗水市にネットワークを広げ、FMラジオ放送を、また衛星テレビ放送も全国をサービスエリアとして展開している。
韓国唯一のカトリック系放送局ということもあり、聖書やカトリックの教えを説いた番組に加え、韓国人枢機卿が出演する番組も編成されている。

## 周波数・空中線電力
※放送時間はいずれも日本時間5時から翌朝2時まで。開始前の4時57分から5時までと、終了後の翌朝2時から2時2分までには愛国歌の演奏が行われる。
| 局           | 周波数   | 空中線電力 | 呼出符号 |
| ------------ | -------- | ---------- | -------- |
| ソウル       | 105.3MHz | 5kW        | HLQP-FM  |
| 光州         | 99.9MHz  | 5kW        | HLDL-FM  |
| 麗水(光州局) | 99.5MHz  | 3kW        |          |
| 釜山         | 101.1MHz | 3kW        | HLDW-FM  |
| 蔚山(釜山局) | 94.3MHz  | 1kW        |          |
| 馬山(釜山局) | 105.5MHz | 0.5kW      |          |
| 大邱         | 93.1MHz  | 3kW        | HLDK-FM  |
| 浦項(大邱局) | 96.9MHz  | 0.5kW      |          |
| 安東(大邱局) | 100.7MHz | 0.5kW      |          |

（韓国で当該放送局のラジオ放送を聴くにはワイドFM対応のラジオ受信機の必要です）